# سیارک ۱۸۴۳۴
سیارک ۱۸۴۳۴ (به انگلیسی: 18434 Mikesandras، نامگذاری: 1994EW7) هجده هزار و چهارصد و سی و چهارمین سیارک کشف شده‌است که در ۱۲ مارس ۱۹۹۴ کشف شد.
قدر مطلق سیارک برابر ۲۸.۲ است.